# Shakin' Stevens
Shakin' Stevens, vlastním jménem Michael Barratt (* 4. března 1948) je velšský zpěvák. Narodil se jako nejmladší z jedenácti sourozenců v cardifské městské části Ely. V šedesátých letech působil v několika amatérských skupinách. Profesionální kariéru zahájil v roce 1968 jako člen kapely Shakin' Stevens and the Sunsets. Ta svou činnost ukončila v roce 1977 a následujícího roku vydal Shakin' Stevens své první sólové album. Na jeho dalších sólových nahrávkách jej doprovázeli například Albert Lee, B. J. Cole a Geraint Watkins.